# Teoria literaturii
Teoria literaturii este un domeniu de studiu care se ocupă cu cercetarea bazelor teoretice ale literaturii (metodologia literară, istoria literară, critica literară, stilistica, textologia și analiza textului literar, studierea comparată a unei literaturi naționale în contextul literaturii europene și universale, problematica comunicării literare în contextul teoriilor contemporane ale comunicării umane, de asemenea și studierea limbajului artistic în contextul filosofiei și teoriei generale a limbajului, inclusiv informatica, teoriile lingvistice și semiotice ș.a.).
O altă definiție: Teoria literaturii este o ramură a științei literaturii care studiază trăsăturile generale ale creației literare, curentele și metodele artistice ș.a.